# Točnica (powiat Łuczeniec)
Točnica (węg. Tósár) – wieś (obec) na Słowacji położona w kraju bańskobystrzyckim, w powiecie Łuczeniec. Pierwsze wzmianki o miejscowości pochodzą z roku 1467. 
Według danych z dnia 31 grudnia 2012, wieś zamieszkiwały 393 osoby, w tym 201 kobiet i 192 mężczyzn.
W 2001 roku rozkład populacji względem narodowości i przynależności etnicznej wyglądał następująco:
- Słowacy – 95,56%
- Romowie – 3,17%
- Węgrzy – 0,32%

Ze względu na wyznawaną religię struktura mieszkańców kształtowała się w 2001 roku następująco:
- Katolicy rzymscy – 54,6%
- Ewangelicy – 28,57%
- Husyci – 0,32%
- Ateiści – 10,48%
- Nie podano – 3,17%